# Petro Porošenko
Petro Olexijovyč Porošenko (ukrajinsky Петро Олексійович Порошенко; * 26. září 1965 Bolhrad) je ukrajinský podnikatel a v letech 2014–2019 pátý prezident Ukrajiny.

## Politická kariéra
Porošenko je bývalý ministr zahraničních věcí a ministr obchodu a hospodářského rozvoje. V letech 2007–2014 byl členem Ukrajinské národní bankovní rady. Do ukrajinského parlamentu byl poprvé zvolen v roce 1998. Dne 28. března 2014 oznámil kandidaturu na prezidenta Ukrajiny.

### Ukrajinský prezident 2014–2019
Porošenko byl prostřednictvím své televizní stanice Kanál 5 jedním z organizátorů Euromajdanu, který vedl v únoru 2014 ke svržení proruského prezidenta Viktora Janukovyče.
V prezidentských volbách 25. května 2014 pak hned v prvním kole zvítězil, když získal přes 50 % hlasů. Dne 7. června složil přísahu, a stal se tak pátým prezidentem Ukrajiny.
Až do konference čtyř státníků v Minsku v únoru 2015 a schválení druhé minské dohody o klidu zbraní prosazoval prezident Porošenko pokračování bojových operací ukrajinské armády proti proruským separatistům na východě země, které v květnu 2014 začala vláda premiéra Arsenije Jaceňuka. Porošenko označuje východoukrajinské separatisty z tzv. Doněcké a Luhanské lidové republiky jako „bandity“ a „ruské teroristy“ a od samého počátku ukrajinské krize odmítá vést se separatisty politický dialog. Podle Porošenka nejsou zástupci separatistických republik „jednou ze stran dialogu“, protože ozbrojenci a teroristé nemohou zastupovat Donbas. V červenci 2014 Porošenko prohlásil, že za každého ukrajinského vojáka padlého v boji „budou zlikvidovány stovky teroristů“.
Při projevu v ukrajinském parlamentu v září 2017 prohlásil, že Rusko se chystá využít vojenské cvičení Západ 2017 k napadení Ukrajiny a k rozpoutání „útočné války kontinentálního rozsahu“.
V prosinci 2018 došlo z iniciativy Porošenka ke sjednocení tří pravoslavných církví působících na Ukrajině v jedinou Pravoslavnou církev Ukrajiny, s čímž nesouhlasil Moskevský patriarchát, který disponuje největším počtem kostelů. V reakci na to provedli agenti tajné služby SBU v klášterech a budovách patřících Moskevskému patriarchátu razie a domovní prohlídky.
Koncem roku 2018 podepsal Porošenko zákon, kterým někdejší příslušníci UPA a OUN, tzv. banderovci, získají postavení válečných veteránů a s tím související sociální výhody.

### Prezidentské volby 2019
V prezidentských volbách v roce 2019 získal Porošenko v prvním kole dne 31. března 16 % hlasů. Umístil se na druhém místě za Volodymyrem Zelenským, pro kterého hlasovalo více než 30 % voličů. Oba kandidáti postoupili do druhého kola voleb, které se konalo 21. dubna 2019.
Druhé kolo voleb přineslo podle očekávání vítězství Zelenského. Při volební účasti, která se předběžně pohybovala kolem 58 %, získal vítězný kandidát podle průzkumů provedených u volebních uren 74 % hlasů voličů, zatímco na dosavadního prezidenta Porošenka připadlo pouze 26 % hlasů. Porošenko svoji porážku uznal. Volodymyr Zelenskyj se tak stal novým ukrajinským prezidentem. Porošenkova podpora byla vyšší na západě Ukrajiny, zejména na Haliči.

### Ruská invaze 2022
Během ruské invaze na Ukrajinu se v únoru 2022 objevil na záběrech s kalašnikovem jako člen kyjevské domobrany. Dále působil jako velitel praporu Ukrajinské domobrany a v březnu předal bojovníkům 206. praporu domobrany dva automobily (nazvané Bandero-mobily) vybavené kulomety spolu s 450 neprůstřelnými vestami.

## Osobní život
Petro Porošenko je ženatý, s manželkou Marinou Porošenkovou má čtyři děti; dva syny a dvě dcery.

## Podnikatelské aktivity a majetek
Podle údajů ruského vydání časopisu Forbes z března 2014 byl sedmým nejbohatším Ukrajincem, jeho jmění se tehdy odhadovalo na 1,2 miliardy dolarů. Podle novějšího odhadu ke konci roku 2018 vlastní Porošenko majetek ve výši již jen 500 milionů dolarů, takže jej časopis Forbes neuvádí. Dříve byl v pořadí miliardářů celého světa veden na pozici 1284. Patří mu mj. firma Roshen, která je největším ukrajinským výrobcem čokolády. (Tato firma vyráběla čokoládu také v Rusku, aktuální údaje k tomu nejsou k dispozici.) Porošenko je proto znám pod přezdívkou „čokoládový král“.
Porošenko byl zmíněn v tzv. Panamských dokumentech. Před volbami v roce 2014 slíbil prodat svou firmu na cukrovinky Rošen, ovšem místo toho podle Panamských dokumentů přesunul své podnikání do offshorového centra na Britských Panenských ostrovech a tím ušetřil miliony na daních, které by jinak musel zaplatit na Ukrajině. Po zveřejnění možného daňového úniku navrhl Oleh Ljaško, předseda Radikální strany, obžalobu Porošenka. Skandál rozdmýchal měsíce trvající spory mezi Porošenkovým blokem a Lidovou frontou Arsenije Jaceňuka, ve které se obě strany vzájemně obviňují z korupce. Porošenko se objevil také v dokumentech Paradise Papers, které byly zveřejněny v listopadu 2017 a které odhalují daňové úniky skrze daňové ráje.
V lednu 2022 rozhodl ukrajinský soud o zabavení Porošenkova majetku kvůli obvinění z vlastizrady a podpory terorismu.

## Kontroverze
Podle serveru WikiLeaks v letech 2006 až 2009, kdy Porošenko vedl v parlamentu výbor pro finance a bankovnictví, popisovali američtí diplomaté Porošenka jako oligarchu zdiskreditovaného nařčeními z korupce.
Během předvolební kampaně Porošenko slíbil, že po zvolení prodá většinu svých podniků, včetně televizní stanice Pátý kanál a potravinářské firmy Rošen. Dodnes svůj slib nesplnil a naopak hodnotu svých aktiv několikanásobně zvýšil.
Podle rozhlasové stanice Rádio Svobodná Evropa Porošenko získal za podivných okolností pozemky v ochranné zóně poblíž památky UNESCO a v rozporu s ukrajinskými zákony na nich začal stavět, čímž poškodil část opevnění z 18. století. Vyšetřování prokuratury proti němu bylo zastaveno pět měsíců po jeho zvolení prezidentem v listopadu 2014.
V září 2014 označil Porošenko bojovníky Ukrajinské povstalecké armády (UPA), v Česku známé pod označením „banderovci“, kteří bojovali za samostatný ukrajinský stát, nicméně při tom masově vyvražďovali polské i židovské civilisty za druhé světové války a spolupracovali s nacistickým Německem, za „příklad hrdinství a vlastenectví na Ukrajině“.
Na konci jara roku 2017 byly na Ukrajině zablokovány sociální sítě VKontakte a Odnoklasniky, dále také vysílání řady ruských televizních stanic a zakázáno působení ruských bank a firem zabývajících se vývojem bezpečnostních softwarů. To má podle Porošenka omezit údajnou ruskou podporu separatistů. Sociální síť VKontakte je však v rusky mluvících zemích velmi oblíbená, má v nich obdobné postavení jako v českém prostředí síť Facebook. Nařízení je proto velmi nepopulární, zvláště mezi mladými, navíc je řadou organizací považováno za omezování svobody.
V prosinci 2018 podepsal zákon, kterým získali někdejší příslušníci Organizace ukrajinských nacionalistů (OUN) i UPA („banderovci“) postavení válečných veteránů a s tím související sociální výhody.
Od ledna 2022 je na Ukrajině vyšetřován kvůli podezření z vlastizrady, z financování terorismu a z vytvoření teroristické organizace, protože v roce 2014 dohodl nákup uhlí z území ovládaného proruskými separatisty v Donbasu. Pokud bude Porošenko shledán vinným, hrozí mu až 15 let odnětí svobody. Podle Porošenka a jeho stoupenců je obvinění z vlastizrady vykonstruované lidmi z okolí jeho nástupce v prezidentském úřadu Volodymyra Zelenského. V lednu 2022 rozhodl ukrajinský soud o zabavení Porošenkova majetku.

## Vyznamenání
- Řád za zásluhy III. třídy – Ukrajina, 9. prosince 1998 – za mnoho let svědomité práce a za významný přínos k rozvoji ukrajinské státnosti[31]
- Řád za zásluhy II. třídy – Ukrajina, 24. září 1999 – za významný osobní přínos k reformě průmyslu Ukrajiny a za aktivní účast na legislativní práci[32]
- velkokříž Řádu za občanské zásluhy – Španělsko, 29. ledna 2010[33]
- Řád republiky – Moldavsko, 20. listopadu 2014[34]
- rytíř Řádu bílé orlice – Polsko, 16. prosince 2014[35]
- Řád Stará planina – Bulharsko, 2016[36]
- Řád za mimořádné zásluhy – Slovinsko, 20. května 2016 – za zásluhy o posílení politického dialogu a upevnění přátelských mezistátních vztahů mezi Slovinskem a Ukrajinou[37][38]
- řetěz Řádu krále Abd al-Azíze – Saúdská Arábie, 1. listopadu 2017[39]
- velkokříž Řádu Vitolda Velikého – Litva, 7. prosince 2018[40]

## Galerie

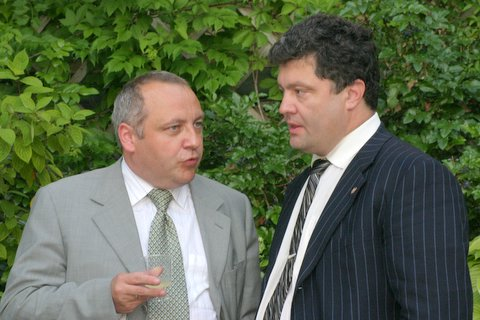
Porošenko na recepci na velvyslanectví USA v Kyjevě, 6. června 2005
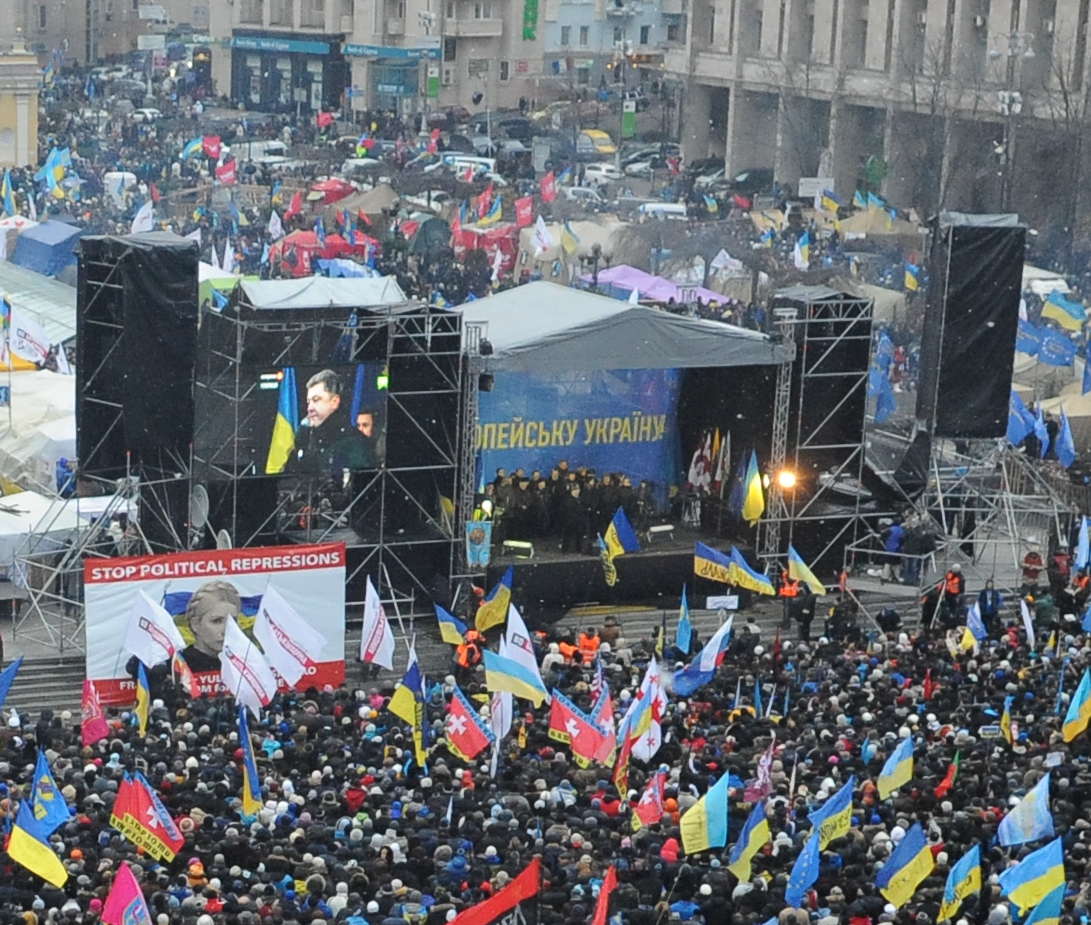
Porošenko hovoří k davu během tzv. Euromajdanu, 8. listopadu 2013
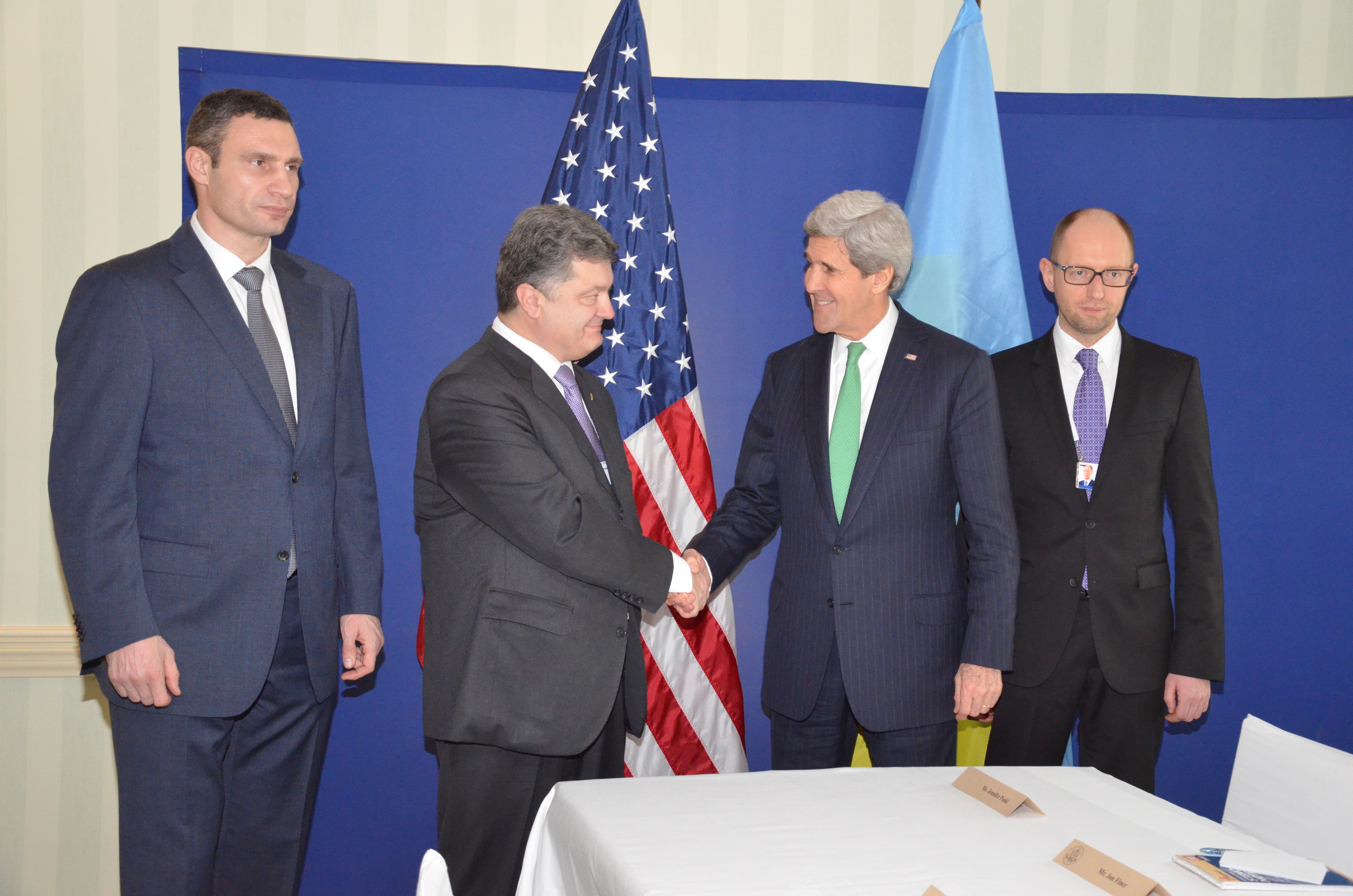
Vůdci ukrajinské opozice s americkým ministrem zahraničí Kerrym, 30. ledna 2014
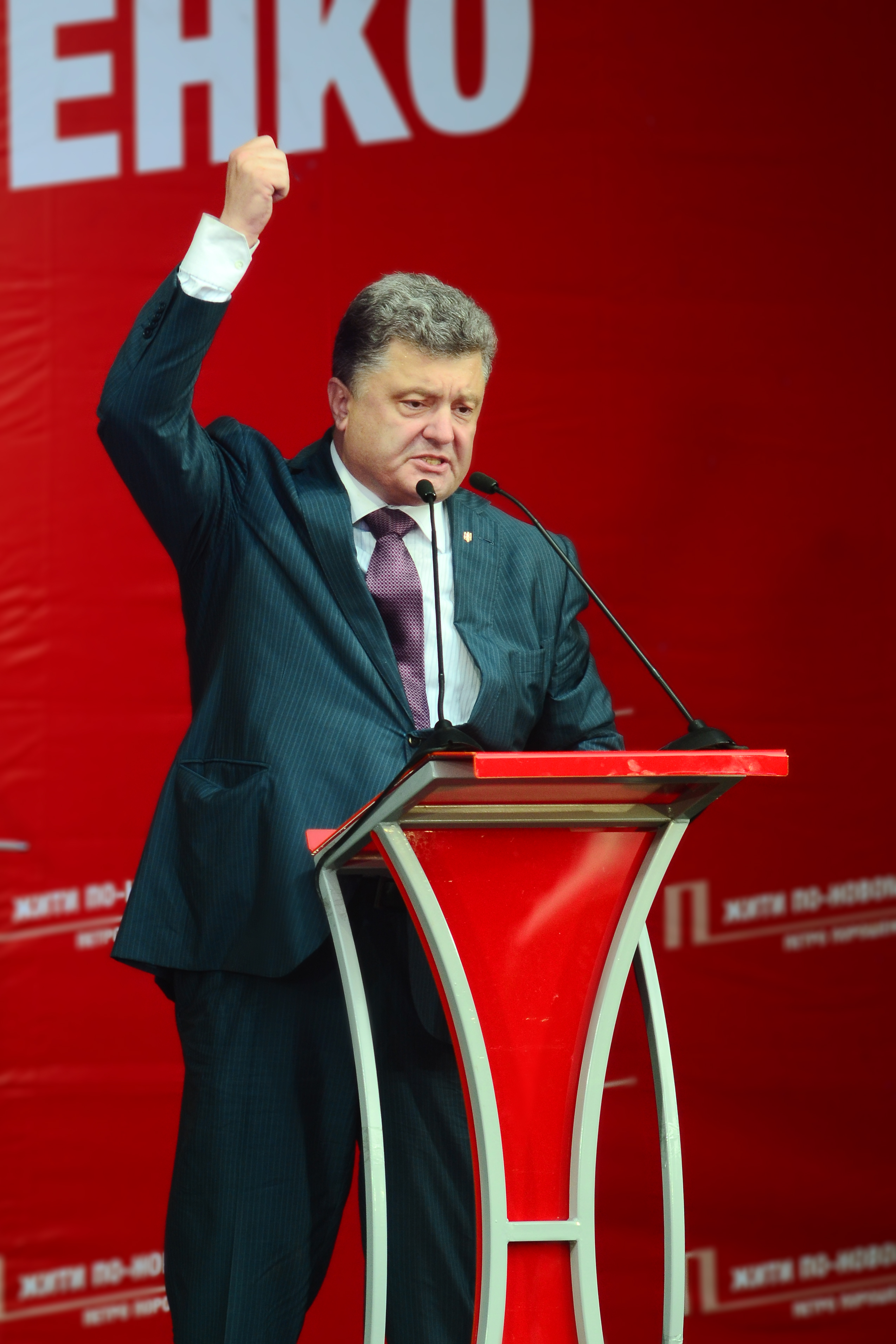
Porošenko na předvolebním setkání ve Lvově, 22. května 2014
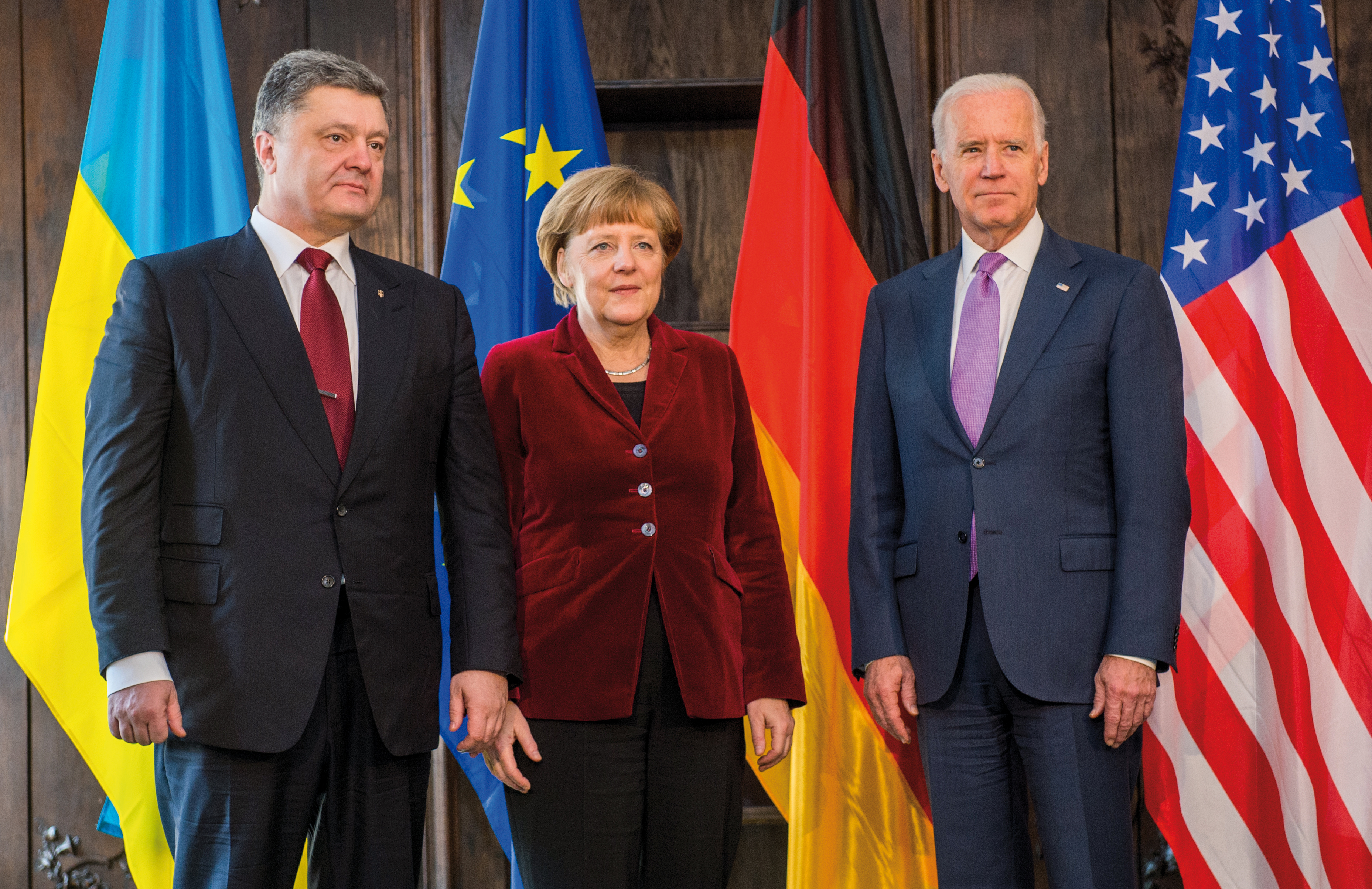
Porošenko, Angela Merkelová a Joe Biden v Mnichově, 7. února 2015
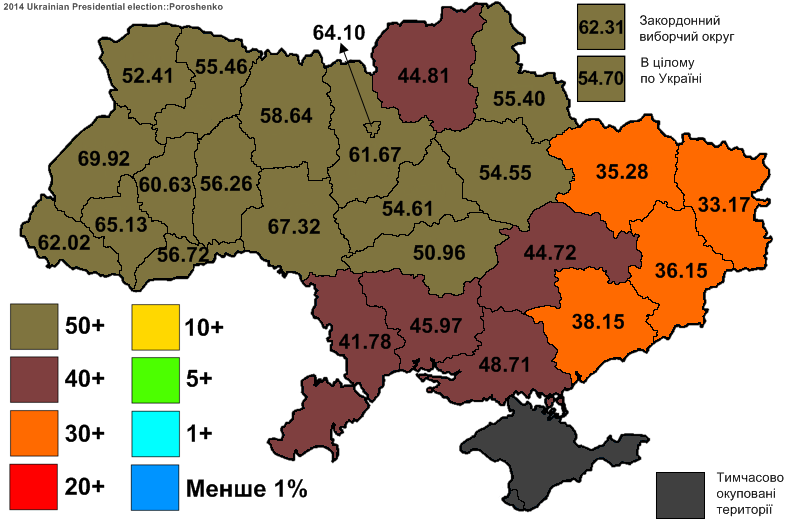
Podpora Porošenka během ukrajinských prezidentských voleb 2014